# Claes Nyberg
Claes Sverre Nyberg, född 3 mars 1971 i Råda församling i Göteborgs och Bohus län, är en svensk före detta friidrottare (långdistans- och terränglöpare). Han tävlade i början av sin karriär för Mölndals AIK men bytte år 1999 till IF Göta. Nyberg utsågs år 1996 till Stor Grabb nummer 425.
Nyberg sprang 10 000 meter vid EM 2002 i München, och kom där på en fjortondeplats med tiden 29:03,92.

## Personliga rekord
| Utomhus - 1 500 meter – 3:42,09 (Malmö 20 augusti 1997) - 1 500 meter – 3:47,40 (Malmö 2 augusti 1999) - 1 engelsk mil – 4:04,30 (Stockholm 5 juli 1993) - 3 000 meter – 7:49,55 (Tammerfors, Finland 20 augusti 1996) - 3 000 meter – 7:59,56 (Bratislava, Slovakien 1 juni 1994) - 2 engelska mil – 8:33,76 (Göteborg 24 augusti 1994) - 5 000 meter – 13:35,26 (Helsingfors, Finland 18 juni 1997) - 5 engelska mil – 23:37,00 (Balmoral Castle, Storbritannien 11 april 1998) - 10 000 meter – 28:24,34 (Lissabon, Portugal 4 april 1998) - 10 km landsväg – 29:03 (Mölndalsbro 15 november 1992) - Halvmaraton – 1:03:19 (Haag, Nederländerna 30 mars 2003) - Halvmaraton – 1:03:50 (Göteborg 5 maj 2001)> - Halvmaraton – 1:05:10 (Göteborg 15 maj 2004)> - Maraton – 2:23:28 (Stockholm 14 juni 2003)> | Inomhus - 3 000 meter – 7:51,61 (Stockholm 9 februari 1993) - 3 000 meter – 7:56,03 (Toronto, Kanada 12 mars 1993) |

### Fotnoter
1. ↑  ”Tävlingsårsskiftesövergångar 1 december 1998”. friidrott.se. 1 december 1998. Arkiverad från originalet den 23 november 2016. https://web.archive.org/web/20161123055804/http://www.friidrott.se/forbundsinfo/overgangar/arsskifte9899.aspx. Läst 17 augusti 2017.
2. ↑  Wiger 2006, s. 56.
3. 1 2 3 4 5  Wiger 2006, s. 57.
4. 1 2 3 4 5  Wiger 2006, s. 61.
5. 1 2  Wiger 2006, s. 70.
6. ↑  Wiger 2006, s. 75.
7. 1 2 3 4 5 6 7 8  Wiger 2006, s. 77.
8. ↑  Wiger 2006, s. 88.
9. 1 2 3 4 5 6 7  Wiger 2006, s. 81.
10. ↑  Wiger 2006, s. 171.
11. 1 2 3 4 5 6 7 8  ”Personsida på AllAthletics” (på engelska). all-athletics.com. Arkiverad från originalet den 14 augusti 2016. https://web.archive.org/web/20160814223902/http://www.all-athletics.com/node/74319. Läst 21 juni 2016.
12. ↑  Sveriges befolkning 2000, Version 1.03, Sveriges Släktforskarförbund: Nyberg, Claes Sverre
13. ↑  ”Stora grabbars märke”. friidrott.se. Arkiverad från originalet den 31 mars 2016. https://web.archive.org/web/20160331202525/http://www.friidrott.se/historik/storagrabbar.aspx. Läst 21 juni 2016.
14. ↑  ”Stora Grabbar personpresentation”. storagrabbar.se. http://www.storagrabbar.se/grabbar_9.html. Läst 21 juni 2016.
15. ↑  ”European Athletics Championships - München 2002” (på engelska). european-athletics.org. http://www.european-athletics.org/competitions/european-athletics-championships/history/year=2002/results/index.html. Läst 17 augusti 2017.
16. 1 2 3 4 5 6 7  ”Personsida på European Athletics' webbplats” (på engelska). european-athletics.org. http://www.european-athletics.org/athletes/group=n/athlete=195281-nyberg-claes/index.html. Läst 17 augusti 2017.
17. 1 2 3 4 5 6  ”Personsida på IAAF:s webbplats” (på engelska). iaaf.org. http://www.iaaf.org/athletes/sweden/claes-nyberg-13340. Läst 21 juni 2016.
18. 1 2 3 4 5 6 7 8  ”Personsida på ARRS” (på engelska). arrs.net. http://more.arrs.net/runner/769. Läst 21 juni 2016.